# Slëzovka
La Slëzovka (in russo Слёзовка?) è un fiume dell'Estremo Oriente della Russia, tributario di destra della Kolyma. Scorre nello Srednekolymskij ulus della Sacha-Jakuzia.
Il fiume scorre nella parte settentrionale dell'altopiano degli Jukagiri in direzione nord-occidentale. Sfocia nel fiume Kolyma a 715 km dalla sua foce in un canale parallelo alla riva destra.  La sua lunghezza è di 129 km; il bacino del fiume è di 1 850 km². Lungo il suo corso non ci sono insediamenti.